# Single Page Application
Single Page Application, SPA – jednostronicowa aplikacja internetowa, która posiada tylko jeden plik html i nie wymaga przeładowywania strony w trakcie użytkowania.
SPA może w tym celu korzystać z technologii AJAX lub innych dostępnych w przeglądarkach internetowych. Logika SPA napisana jest w języku JavaScript lub w językach transpilowanych do JavaScript, takich jak JSX, TypeScript, CoffeeScript czy najnowsze wersje JavaScript transpilowane za pomocą narzędzia Babel.
Pierwsze aplikacje typu SPA pisane były jako aplety Javy lub jako aplikacje Flash, obecnie praktycznie wykorzystywane są tylko aplikacje pisane w JavaScript. Chociaż można pisać aplikacje typu SPA w samym języku JavaScript (nazywanym także Vanilla JavaScript), najczęściej jednak wykorzystuje się do tego celu biblioteki takie jak np. React.js czy frameworki, jak np. Vue.js czy Angular.
Pomimo że SPA to pojedynczy plik html, który dynamicznie zmienia swój widok podczas interakcji z użytkownikiem, często stosuje się tzw. Server-side rendering (SSR), czyli renderowanie widoków front-endowych na serwerze, aby umożliwić szybsze załadowanie strony, gdy użytkownik wejdzie na podstronę aplikacji typu SPA. Server-side rendering pomaga także w SEO strony.

## ZaletySPA
- nie jest wymagana wtyczka,
- efektywniejsze wykorzystanie zasobów,
- jeden język klienta,
- bardziej płynna i interaktywna strona[3].